# Hibhib
Hibhib (en arabe : هبهب) est un village situé dans la province de la Diyala en Irak.
L'ancien responsable d'Al-Qaïda en Irak, le militant d'origine jordanienne Abou Moussab Al-Zarqaoui, avait une cache dans ce village. Le 7 juin 2006, il y trouve la mort lors d'un bombardement américain.